# حیدرآباد (تفت)
حیدرآباد روستایی در دهستان بنادکوک بخش نیر شهرستان تفت استان یزد ایران است.

## جمعیت
بر پایه سرشماری عمومی نفوس و مسکن در سال ۱۳۹۵ جمعیت این روستا ۵۲ نفر (۲۸ خانوار) بوده‌است.